# Débit (pétrographie)
Pour les articles homonymes, voir Débit.

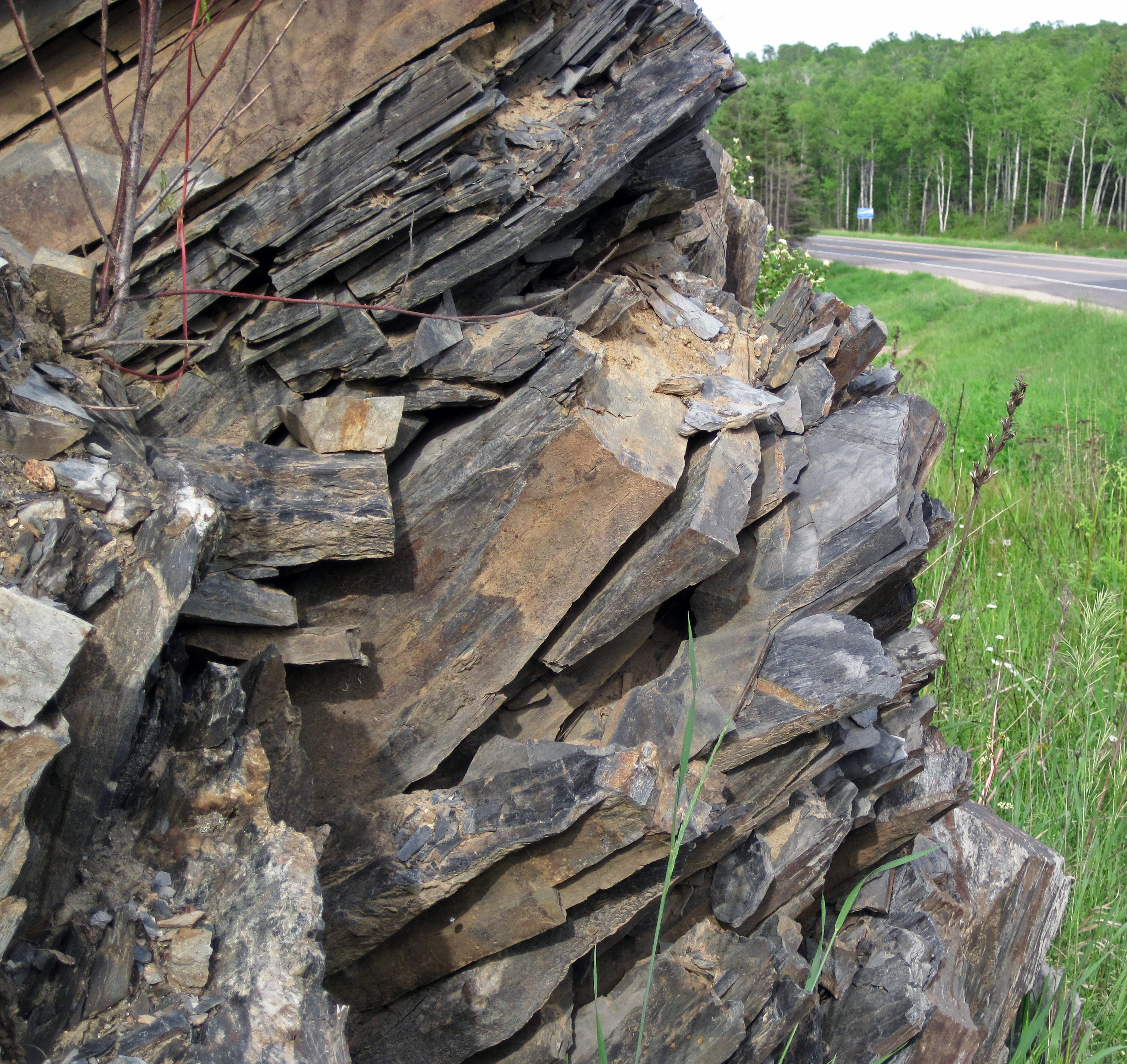
Débit schisteux de l'ardoise.

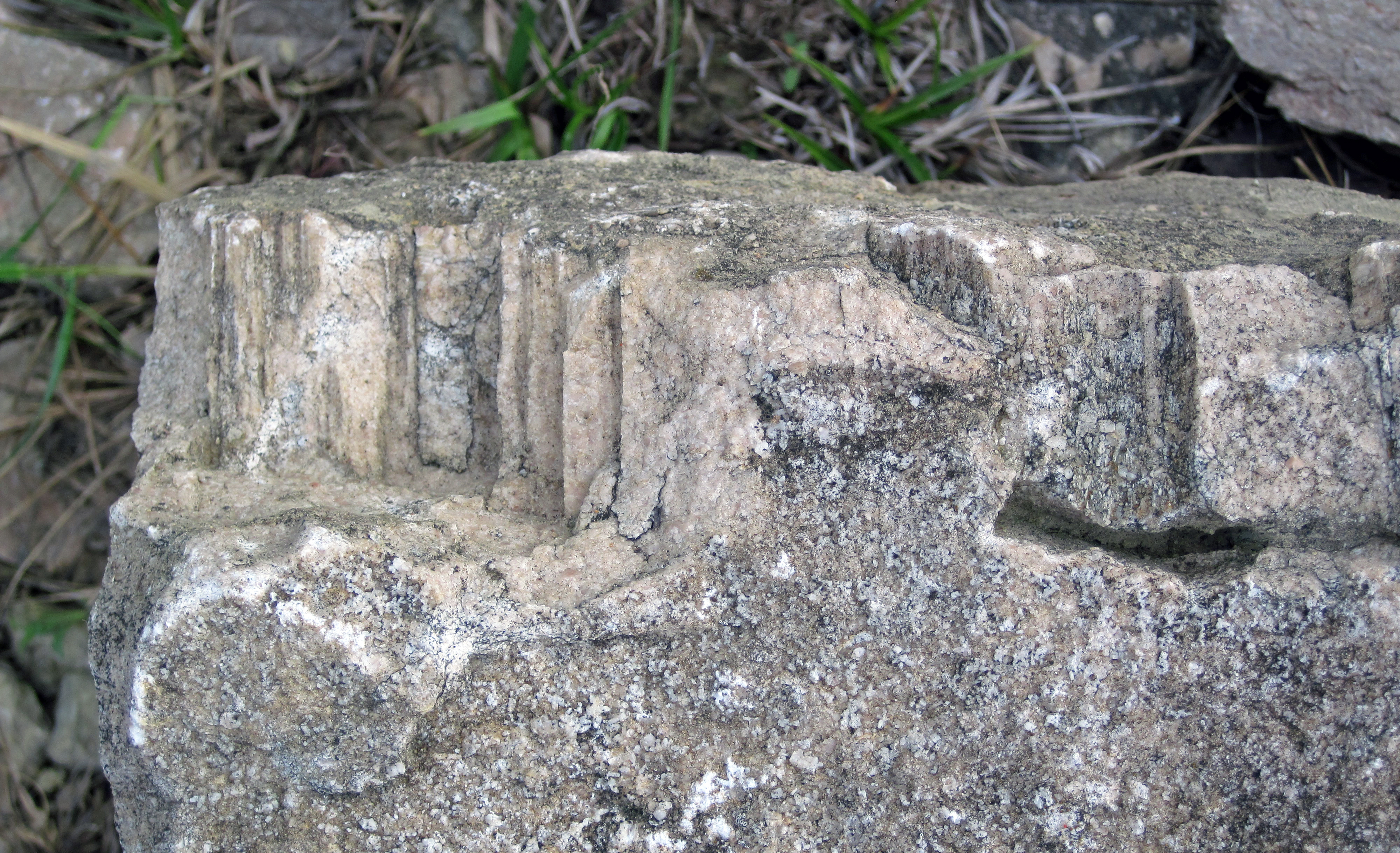
Débit stylolithique dans du grès.

En pétrographie, le débit est la façon dont une roche se fragmente naturellement. Il peut être :  
- en bancs, en dalles (ou en lauzes), en plaquettes ou en lamines pour les roches détritiques[2] (pour ces deux derniers cas qui caractérisent des feuillets plus ou moins minces, comme l'ardoise[3], on parle de « débit schisteux »)
- massif ou stylolithique (en forme de colonne)pour les roches sédimentaires d'origine chimique[2]
- en dalle ou en bloc (selon que les diaclases sont parallèles ou entrecroisées) pour des roches plutoniques[2]
- en prismes, en lauzes (dalles[4]), en coussins ou cordé pour les roches volcaniques[2]
- en boules, par exemple pour les granites ou les grès[1].